# Aleksander Melgalvis Andreassen
Aleksander Melgalvis Andreassen (Brumunddal, 1989. augusztus 10. –) norvég labdarúgó, a HamKam középpályása és csapatkapitánya.

## Pályafutása
Andreassen a norvégiai Brumunddal városában született.
2006-ban mutatkozott be a helyi Brumunddal felnőtt keretében. 2012-ben a másodosztályban szereplő Kongsvinger szerződtette. 2013-ban visszatért a Brumunddalhoz. 2014-ben a Strømmenhez, majd 2017-ben az első osztályban érdekelt Lillestrømhöz igazolt. 2021. január 20-án hároméves szerződést kötött a HamKam együttesével. Először 2021. május 15-én, a Stjørdals-Blink ellen 3–0-ás győzelemmel zárult mérkőzésen lépett pályára és egyben megszerezte első gólját is a klub színeiben.

## Statisztikák
2023. augusztus 6. szerint
| Klub       | Szezon   | Osztály     | Bajnokság | Bajnokság | Kupa  | Kupa | Nemzetközi | Nemzetközi | Összesen | Összesen |
| Klub       | Szezon   | Osztály     | Meccs     | Gól       | Meccs | Gól  | Meccs      | Gól        | Meccs    | Gól      |
| ---------- | -------- | ----------- | --------- | --------- | ----- | ---- | ---------- | ---------- | -------- | -------- |
| Strømmen   | 2015     | OBOS-ligaen | 30        | 2         | 1     | 0    | —          | —          | 31       | 2        |
| Strømmen   | 2016     | OBOS-ligaen | 28        | 6         | 2     | 1    | —          | —          | 30       | 7        |
| Strømmen   | Összesen | Összesen    | 58        | 8         | 3     | 1    | 0          | 0          | 61       | 9        |
| Lillestrøm | 2017     | Eliteserien | 20        | 4         | 4     | 3    | —          | —          | 24       | 7        |
| Lillestrøm | 2018     | Eliteserien | 24        | 1         | 3     | 1    | 1          | 0          | 28       | 2        |
| Lillestrøm | 2019     | Eliteserien | 28        | 4         | 2     | 0    | —          | —          | 30       | 4        |
| Lillestrøm | 2020     | OBOS-ligaen | 30        | 4         | 0     | 0    | —          | —          | 30       | 4        |
| Lillestrøm | Összesen | Összesen    | 102       | 13        | 9     | 4    | 1          | 0          | 112      | 17       |
| HamKam     | 2021     | OBOS-ligaen | 28        | 6         | 1     | 0    | —          | —          | 29       | 6        |
| HamKam     | 2022     | Eliteserien | 26        | 4         | 3     | 0    | —          | —          | 29       | 4        |
| HamKam     | 2023     | Eliteserien | 14        | 2         | 2     | 0    | —          | —          | 16       | 2        |
| HamKam     | Összesen | Összesen    | 68        | 12        | 6     | 0    | 0          | 0          | 74       | 12       |
| Összesen   | Összesen | Összesen    | 228       | 33        | 18    | 5    | 1          | 0          | 247      | 38       |

## Sikerei, díjai
Lillestrøm
- Norvég Kupa
  - Győztes (1): 2017

- Norvég Szuperkupa
  - Döntős (1): 2018

- OBOS-ligaen
  - Feljutó (1): 2020

HamKam
- OBOS-ligaen
  - Feljutó (1): 2021